# Acroechinoidea
Acroechinoidea é uma infraclasse de ouriços-do-mar pertencente à classe Euechinoidea.

## Descrição
Este clade inclui equinodermes regulares, com morfologia globosa, a boca colocada na parte centrela da face inferior do corpo e o ânus na parte oposta, na face superior.
Estes equinodermes têm 5 pares de placas ambulacrárias, por vezes menos, situadas em torno do peristoma e uma testa suturada mais do que imbricada..
O registo fóssil deste grupo é conhecido desdo o fim do Triássico, e inclui ainda numerosas espécies abundantes, principalmente na ordem dos Diadematoida.

## Taxonomia
A base de dados taxonómicos WRMS, consultada a 19 de novembro de 2013, lista as seguintes ordens: 
- Ordem Aspidodiadematoida
- Ordem Diadematoida
- Ordem Micropygoida
- Ordem Pedinoida
- Família fóssil PelanechinidaeGroom, 1887 †

Este taxon foi introduzido por Kroh & Smith (2010), e ainda nãoé reconhecido por todas as bases de dados filogenéticas (entre as quais a ITIS). 